# 联合国审计委员会
联合国审计委员会成立于1946年，是联合国重要的专家机构，主要负责对联合国组织的账目、资金和项目进行外部审计，并通过联合国行政与预算问题咨询委员会向联合国大会报告审计结果及建议。审计委员会的审计对象包括联合国秘书处、开发计划署、儿童基金会、环境署、人口基金、维和行动等23个机构及项目。

## 机构设置
审计委员会由三名委员组成，在联合国会员国的审计长中选举产生。每位委员任期六年，不连任。如委员在任期内不再担任本国审计长的职务，则其委员资格将由本国新任审计长接任。